# 無花果
無花果（学名：Ficus carica）是桑科榕屬的一種落葉小喬木，生長於熱帶和亞熱帶。果實呈球根狀，無花果尾部有一個小孔，花則生长于果内，在近小孔處長有雄花，遠離小孔的頂部長有雌花，另外生有不育花（癭花），花粉由榕小蜂傳播。无花果非常好繁殖，最简单的方法就是扦插，無花果就是一種水果。
無花果原產於中东和西亚地区，栽培歷史已超過五千多年。因外觀見果不見花而得名，另有映日果、優曇缽、阿駔、底珍樹、蜜果和阿驵（《酉阳杂俎》、译自波斯语：anjir）等别名。

## 生态

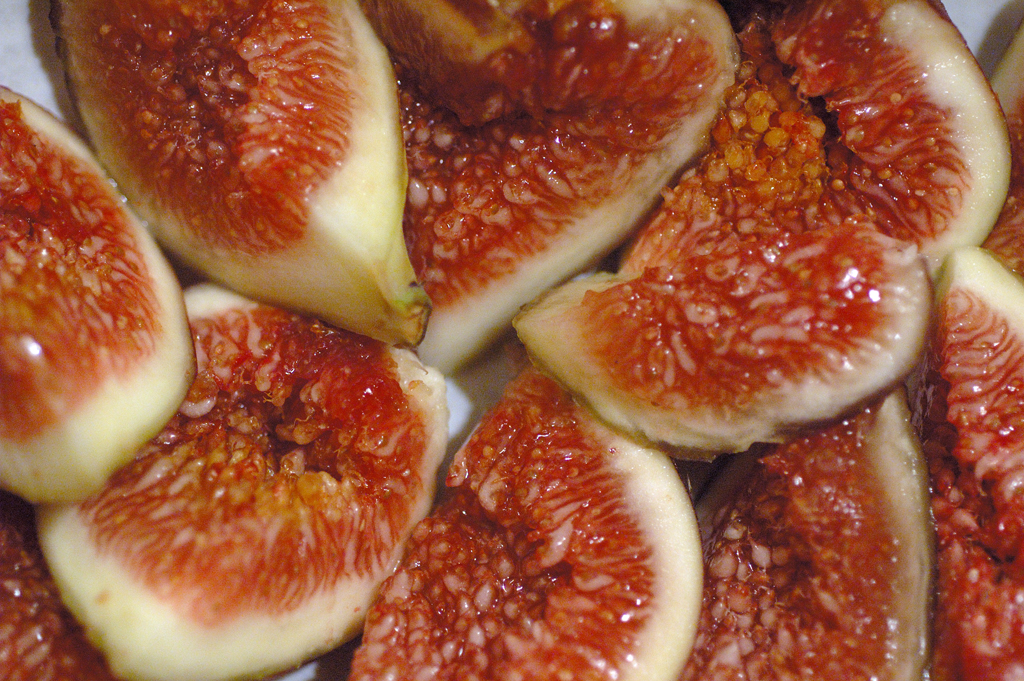
切开的無花果，内有种子

隱頭花序是本屬植物最重要的特徵，因花是生長於果內，稱之為隱頭果，是無花果屬植物在桑科中與其他屬最大的差別。在果內果頂端長有雄花，底部的是雌花，及生有不育花（癭花），故花和果單看外表是分不出來。
無花果的果實有一個微小的孔，榕小蜂會從孔鑽入，它身上帶著的花粉會被授給果內底部的雌花，之後它會在果內產卵、死掉。其幼蟲在果內發育成成蟲之後交配，雄蟲會在果內挖一條洞讓雌蟲出去。這個出去的雌蟲會帶著受精卵，和無花果頂部的雄花的花粉，鑽到另外一個無花果那裡，授給果內底部的雌花，重複生命的循環。

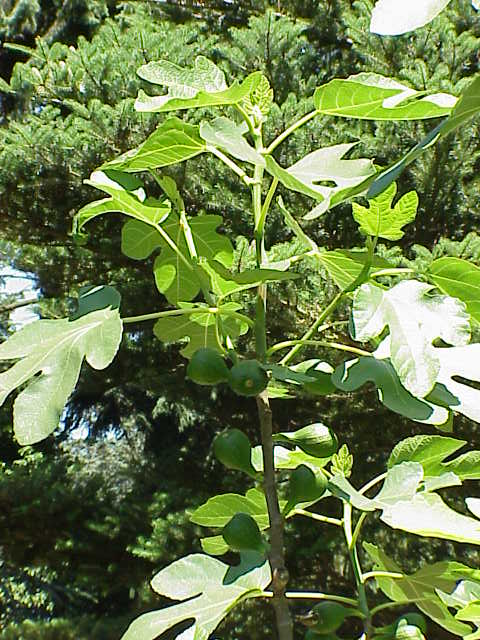
無花果植物

## 食用
无花果可以生吃，也可以晒干了吃，或做成果酱、糕点。市场上的无花果一般是无花果干，因为便于保存和运输。
無花果中含有大量葡萄糖和果糖，含糖量高達20%。同時還含有蛋白質、各種維生素（如維生素A、C、D等）。無花果中還含有30多種脂類物質，且大部份為中性脂和糖脂；所含脂肪酸中68%為不飽和脂肪酸以及少量人體必需的亞油酸。
美国农业部的数据显示，无花果干富含膳食纤维、钙、铜、镁、锰、钾、维生素K等多种有益人体的物质，还含有多种抗氧化剂、黄酮和多酚，還有润肠通便的效果。

## 無花果与文化

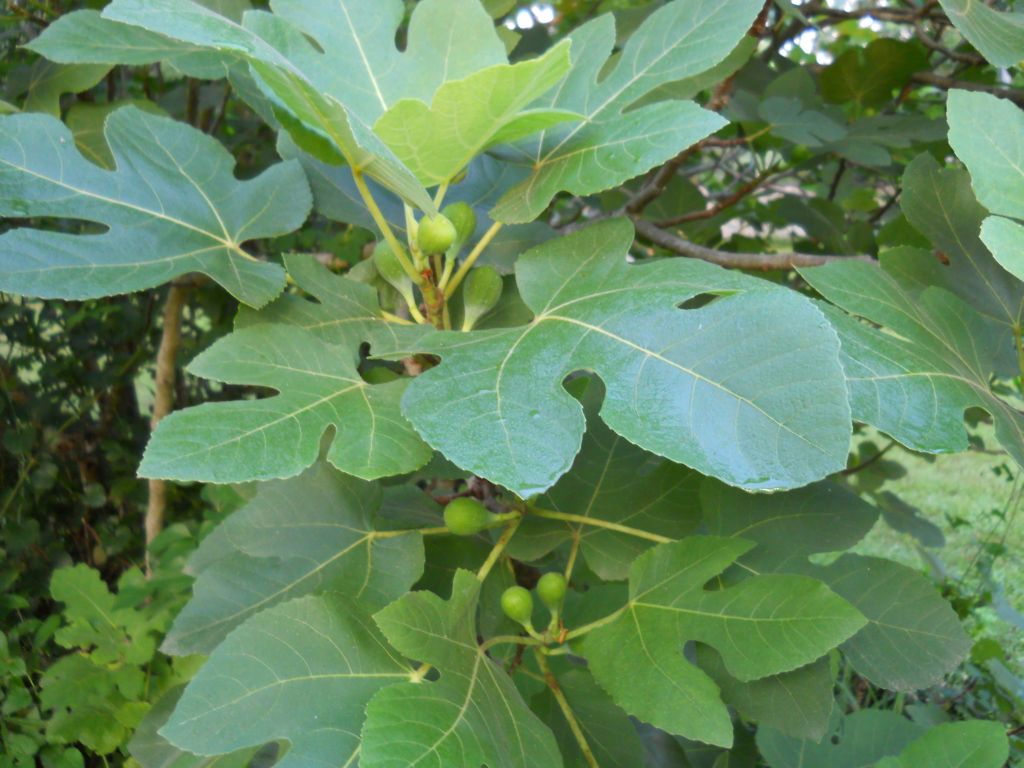
无花果的叶子和没有成熟的果实

### 亚伯拉罕诸教
亚当和夏娃偷吃禁果之后就用伊甸园內无花果宽大的叶子遮挡身体。《希伯来圣经·耶利米書》形容腐爛的無花果為毀滅的徵兆，《新約聖經》裡亦有耶穌斥責一棵不生果的無花果樹的描述。

### 印度派系宗教
因為無花果樹的花朵性質特殊，古印度人認為該樹不會開花，故有「無花果」這個名稱。

## 考古研究
2006年6月哈佛大學巴尔-约瑟夫（Ofer Bar-Yosef）與巴伊蘭大學墨德查·基斯列夫（Mordechai Kislev）及安那特·哈特曼（Anat Hartmann）共同發現在約旦河谷下游發現了一些古代遺留下來的無花果果實，包括九顆已經碳化的小果實及三百多粒無花果小核果的碎屑，這些古物推測是距今11,400年前的物品，屬栽培作物。

## 延伸阅读
[在维基数据编辑]
 《欽定古今圖書集成·博物彙編·草木典·無花果部》，出自陈梦雷《古今圖書集成》
 《植物名實圖考·無花果》，出自吳其濬《植物名實圖考》

## 外部連結
- （英文）無花果樹的介紹網頁：
- （英文）有關無花果樹與黃蜂交接的影片
- （英文）——無花果：其中一個果實
- （英文）——北美洲果實研究
- 無花果, Wuhuaguo （页面存档备份，存于） 藥用植物圖像數據庫 (香港浸會大學中醫藥學院) （繁體中文）（英文）